# Cazères
Pour les articles homonymes, voir Cazères (homonymie).
Cazères-sur-Garonne redirige ici.
Cazères, parfois nommée localement Cazères-sur-Garonne et en occitan Casèras, est une commune française située dans le centre du département de la Haute-Garonne, en région Occitanie. Sur le plan historique et culturel, la commune est dans le pays de Comminges, correspondant à l’ancien comté de Comminges, circonscription de la province de Gascogne située sur les départements actuels du Gers, de la Haute-Garonne, des Hautes-Pyrénées et de l'Ariège.
Exposée à un climat océanique altéré, elle est drainée par la Garonne, l'Aygossau, le Bernès, le Garagnon, le ruisseau du Petit Bon et par divers autres petits cours d'eau. La commune possède un patrimoine naturel remarquable : deux sites Natura 2000 (la « vallée de la Garonne de Boussens à Carbonne » et « Garonne, Ariège, Hers, Salat, Pique et Neste »), un espace protégé (« la Garonne, l'Ariège, l'Hers Vif et le Salat ») et trois zones naturelles d'intérêt écologique, faunistique et floristique.
Cazères est une commune urbaine qui compte 4 818 habitants en 2022, après avoir connu une forte hausse de la population depuis 1975. Elle appartient à l'unité urbaine de Cazères et fait partie de l'aire d'attraction de Toulouse. Ses habitants sont appelés les Cazériens ou  Cazériennes.
Le patrimoine architectural de la commune comprend deux  immeubles protégés au titre des monuments historiques : l'église de l'Assomption, inscrite en 1926, et une maison, inscrite en 1973.

## Géographie

### Localisation
La commune de Cazères se trouve dans le département de la Haute-Garonne, en région Occitanie.
Elle se situe à 53 km à vol d'oiseau de Toulouse, préfecture du département, et à 34 km de Muret, sous-préfecture.
Les communes les plus proches sont : 
Couladère (0,7 km), Palaminy (1,4 km), Gensac-sur-Garonne (3,9 km), Saint-Christaud (4,0 km), Saint-Michel (4,3 km), Mauran (4,8 km), Le Plan (5,2 km), Mondavezan (5,5 km).
Sur le plan historique et culturel, Cazères fait partie du pays de Comminges, correspondant à l’ancien comté de Comminges, circonscription de la province de Gascogne située sur les départements actuels du Gers, de la Haute-Garonne, des Hautes-Pyrénées et de l'Ariège.
Cazères est limitrophe de neuf autres communes.
Les communes limitrophes sont Lavelanet-de-Comminges, Couladère, Le Fousseret, Gensac-sur-Garonne, Mondavezan, Palaminy, Saint-Christaud, Saint-Julien-sur-Garonne et Saint-Michel.
| Le Fousseret           | Lavelanet-de-Comminges | Saint-Julien-sur-Garonne |
| Mondavezan             | Cazères                | Gensac-sur-Garonne       |
| Palaminy, Saint-Michel | Couladère              | Saint-Christaud          |

### Géologie et relief
La superficie de la commune est de 1 955 hectares ; son altitude varie de 215  à   362 mètres.

### Hydrographie

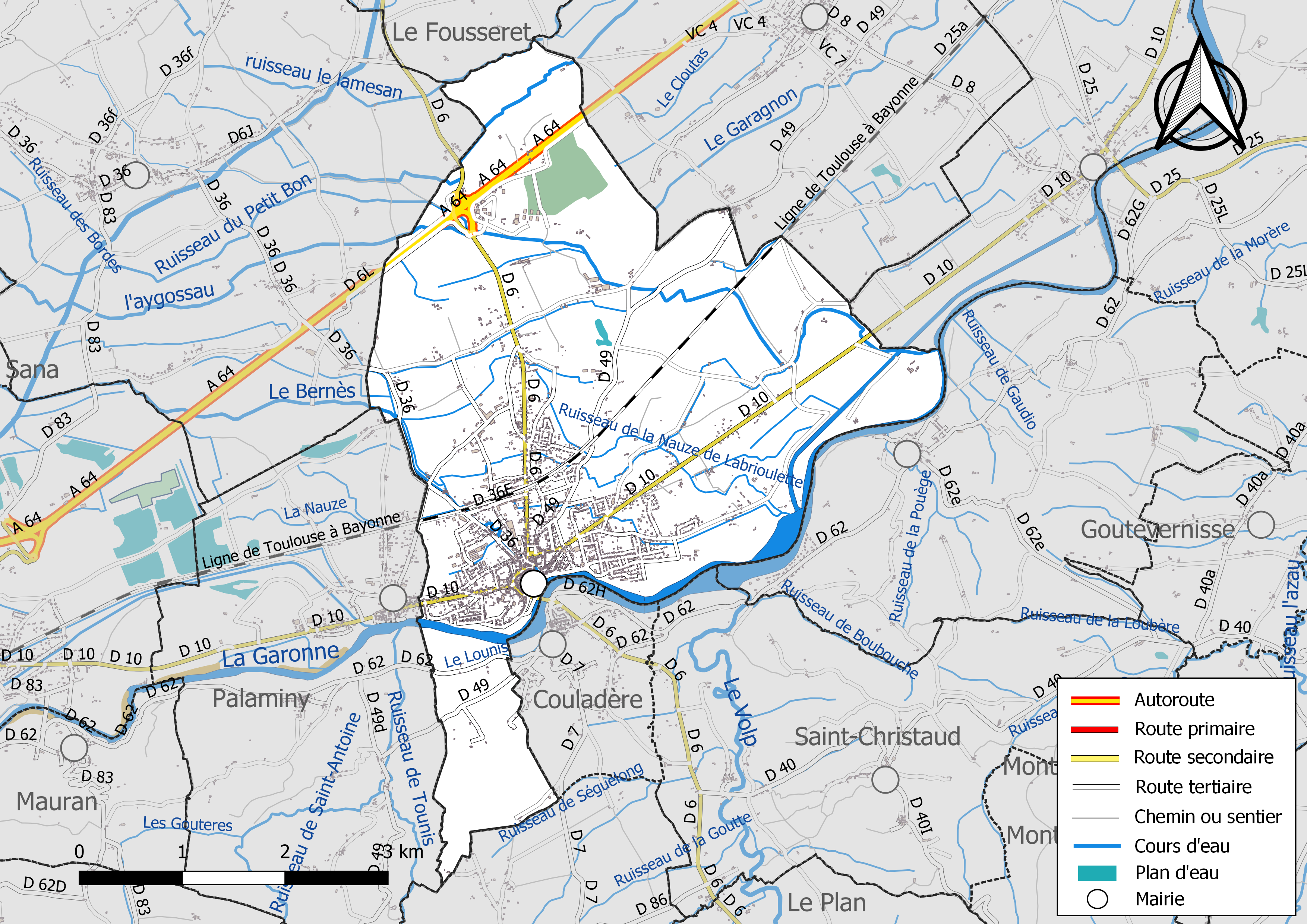
Réseaux hydrographique et routier de Cazères.

La commune est dans le bassin de la Garonne, au sein du bassin hydrographique Adour-Garonne. Elle est drainée par la Garonne, l'Aygossau, le Bernès, le Garagnon, le ruisseau du Petit Bon, le ruisseau du Lamesan, le ruisseau de Tounis, le ruisseau de la Nauze de Labrioulette, le ruisseau de Séguelong et divers autres petits cours d'eau, constituant un réseau hydrographique de 44 km de longueur totale,.
La Garonne est un fleuve principalement français prenant sa source en Espagne et qui coule sur 529 km avant de se jeter dans l’océan Atlantique.
Le Bernès, d'une longueur totale de 18,3 km, prend sa source dans la commune d'Aurignac et s'écoule d'ouest en est, et se jette dans la Garonne sur la commune.
L'Aygossau, d'une longueur totale de 12,8 km, prend sa source dans la commune de Mondavezan et s'écoule d'ouest en est. Il traverse la commune et se jette dans la Garonne à Gensac-sur-Garonne, après avoir traversé 5 communes.

### Climat
Pour des articles plus généraux, voir Climat de l'Occitanie et Climat de la Haute-Garonne.
En 2010, le climat de la commune est de type climat du Bassin du Sud-Ouest, selon une étude s'appuyant sur une série de données couvrant la période 1971-2000. En 2020, Météo-France publie une typologie des climats de la France métropolitaine dans laquelle la commune est exposée à un climat océanique altéré et est dans la région climatique Aquitaine, Gascogne, caractérisée par une pluviométrie abondante au printemps, modérée en automne, un faible ensoleillement au printemps, un été chaud (19,5 °C), des vents faibles, des brouillards fréquents en automne et en hiver et des orages fréquents en été (15 à 20 jours).
Pour la période 1971-2000, la température annuelle moyenne est de 13 °C, avec une amplitude thermique annuelle de 15,6 °C. Le cumul annuel moyen de précipitations est de 807 mm, avec 9,4 jours de précipitations en janvier et 6,1 jours en juillet. Pour la période 1991-2020, la température moyenne annuelle observée sur la station météorologique la plus proche, située sur la commune de Palaminy à 1 km à vol d'oiseau, est de 13,2 °C et le cumul annuel moyen de précipitations est de 715,2 mm,. Pour l'avenir, les paramètres climatiques de la commune estimés pour 2050 selon différents scénarios d'émission de gaz à effet de serre sont consultables sur un site dédié publié par Météo-France en novembre 2022.

### Milieux naturels et biodiversité

#### Espaces protégés
La protection réglementaire est le mode d’intervention le plus fort pour préserver des espaces naturels remarquables et leur biodiversité associée,.
Un  espace protégé est présent sur la commune : 
« la Garonne, l'Ariège, l'Hers Vif et le Salat », objet d'un arrêté de protection de biotope, d'une superficie de 1 658,7 ha.

#### Réseau Natura 2000

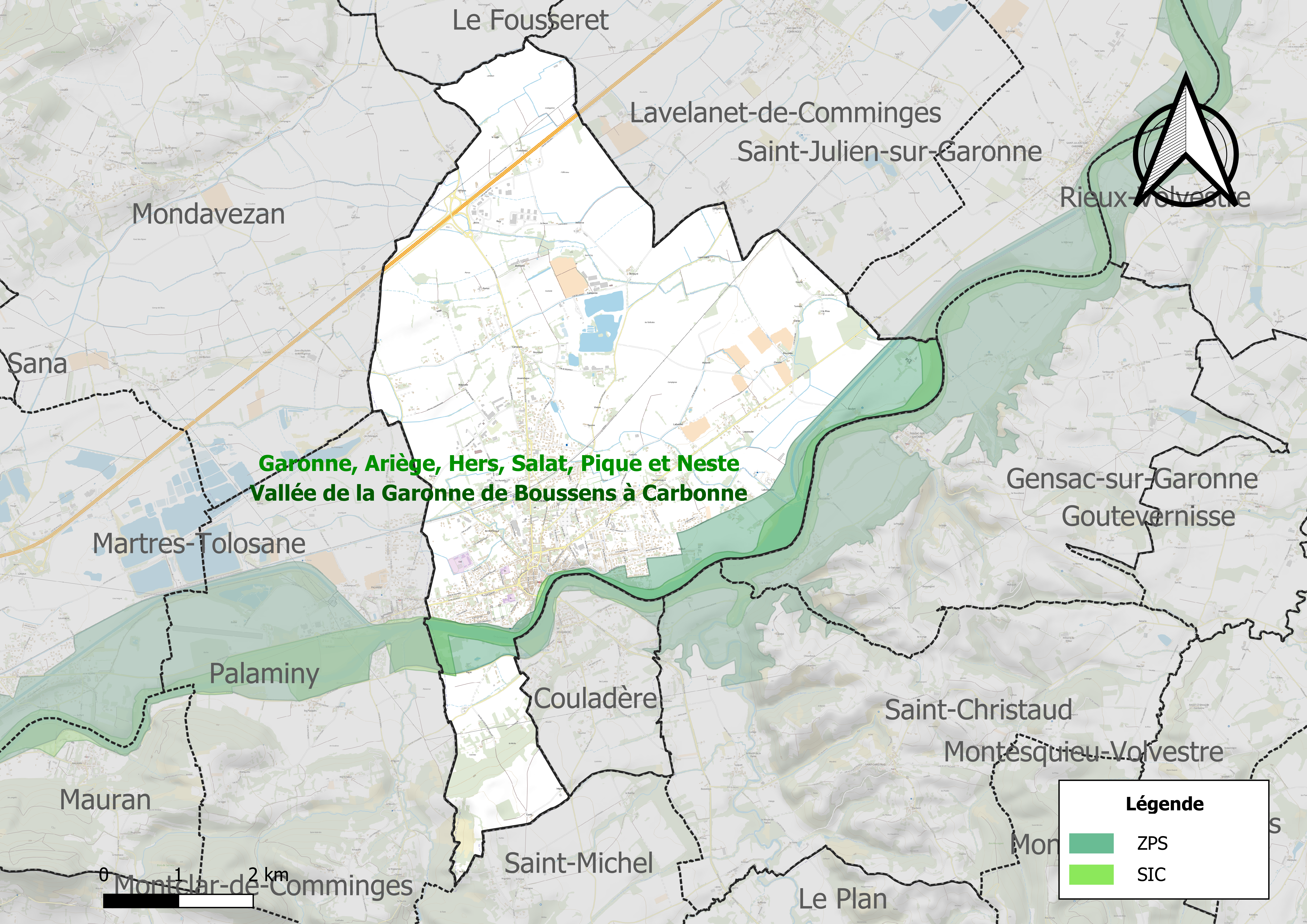
Site Natura 2000 sur le territoire communal.

Le réseau Natura 2000 est un réseau écologique européen de sites naturels d'intérêt écologique élaboré à partir des directives habitats et oiseaux, constitué de zones spéciales de conservation (ZSC) et de zones de protection spéciale (ZPS).
Un site Natura 2000 a été défini sur la commune au titre de la directive habitats. : 
- « Garonne, Ariège, Hers, Salat, Pique et Neste », d'une superficie de 9 581 ha, un réseau hydrographique pour les poissons migrateurs (zones de frayères actives et potentielles importantes pour le Saumon en particulier qui fait l'objet d'alevinages réguliers et dont des adultes atteignent déjà Foix sur l'Ariège[23]

et un au titre de la directive oiseaux : 
- la « vallée de la Garonne de Boussens à Carbonne », d'une superficie de 1 893 ha, hébergeant une avifaune bien représentée en diversité, mais en effectifs limités (en particulier, baisse des populations de plusieurs espèces de hérons). Trois espèces de hérons y nichent : Garde-bœufs, Bihoreau gris et Aigrette garzette[24].

#### Zones naturelles d'intérêt écologique, faunistique et floristique

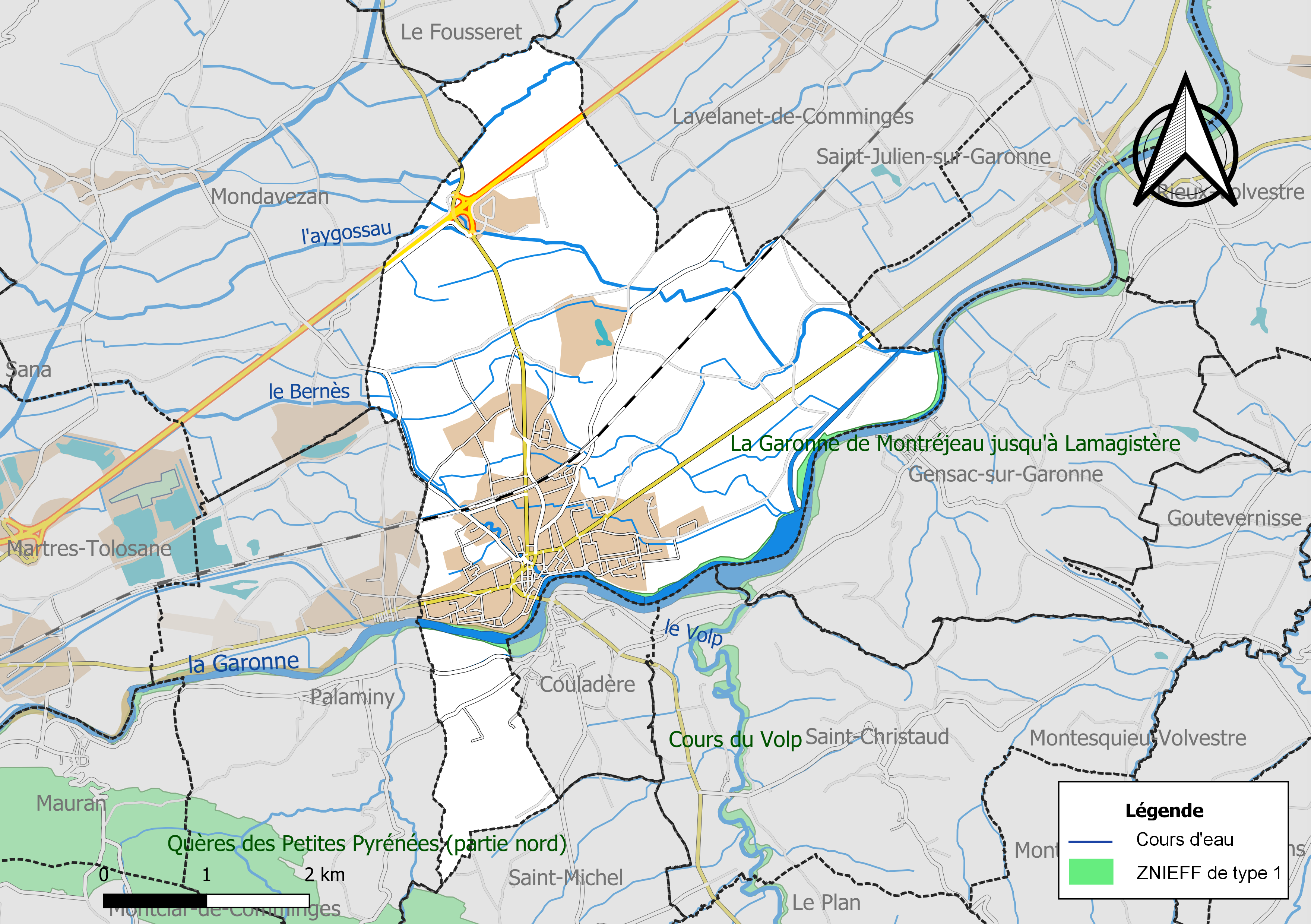
Carte de la ZNIEFF de type 1 localisée sur la commune.

L’inventaire des zones naturelles d'intérêt écologique, faunistique et floristique (ZNIEFF) a pour objectif de réaliser une couverture des zones les plus intéressantes sur le plan écologique, essentiellement dans la perspective d’améliorer la connaissance du patrimoine naturel national et de fournir aux différents décideurs un outil d’aide à la prise en compte de l’environnement dans l’aménagement du territoire.
Une ZNIEFF de type 1 est recensée sur la commune :
« la Garonne de Montréjeau jusqu'à Lamagistère » (5 075 ha), couvrant 92 communes dont 63 dans la Haute-Garonne, trois en Lot-et-Garonne et 26 en Tarn-et-Garonne et deux ZNIEFF de type 2, : 
- « la Garonne et milieux riverains, en aval de Montréjeau » (6 874 ha), couvrant 93 communes dont 64 dans la Haute-Garonne, trois en Lot-et-Garonne et 26 en Tarn-et-Garonne[27] ;
- les « Petites Pyrénées en rive droite de la Garonne » (12 847 ha), couvrant 20 communes dont huit dans l'Ariège et 12 dans la Haute-Garonne[28].

## Urbanisme

### Typologie
Au 1er janvier 2024, Cazères est catégorisée petite ville, selon la nouvelle grille communale de densité à sept niveaux définie par l'Insee en 2022.
Elle appartient à l'unité urbaine de Cazères, une agglomération intra-départementale regroupant trois  communes, dont elle est ville-centre,,. Par ailleurs la commune fait partie de l'aire d'attraction de Toulouse, dont elle est une commune de la couronne,. Cette aire, qui regroupe 527 communes, est catégorisée dans les aires de 700 000 habitants ou plus (hors Paris),.

### Occupation des sols

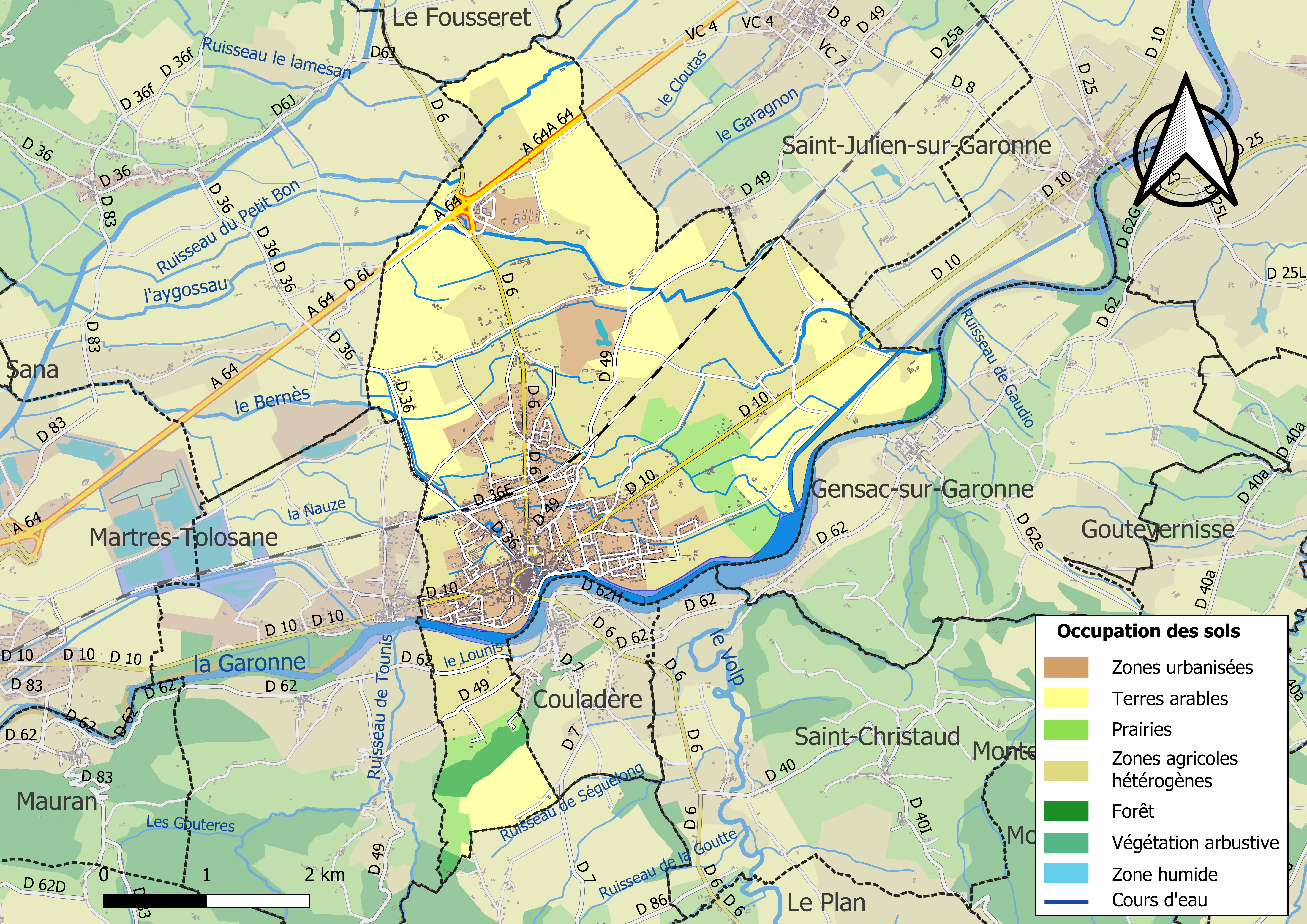
Carte des infrastructures et de l'occupation des sols de la commune en 2018 (CLC).

L'occupation des sols de la commune, telle qu'elle ressort de la base de données européenne d’occupation biophysique des sols Corine Land Cover (CLC), est marquée par l'importance des territoires agricoles (77,4 % en 2018), en diminution par rapport à 1990 (83,1 %). La répartition détaillée en 2018 est la suivante : 
zones agricoles hétérogènes (40,8 %), terres arables (31,3 %), zones urbanisées (14,4 %), prairies (5,4 %), eaux continentales (2,6 %), mines, décharges et chantiers (2,2 %), forêts (2 %), zones industrielles ou commerciales et réseaux de communication (1,4 %). L'évolution de l’occupation des sols de la commune et de ses infrastructures peut être observée sur les différentes représentations cartographiques du territoire : la carte de Cassini (XVIIIe siècle), la carte d'état-major (1820-1866) et les cartes ou photos aériennes de l'IGN pour la période actuelle (1950 à aujourd'hui).

### Voies de communication et transports
Accès par A64 sortie :  23, par l'ancienne route nationale 125.
La ligne 379 du réseau Arc-en-Ciel permet de rejoindre le centre-ville de Saint-Gaudens depuis la commune, et la ligne 380 permet de rejoindre la gare routière de Toulouse.
La gare de Cazères, située sur la commune, est desservie par des TER Occitanie effectuant des relations entre Toulouse-Matabiau, Tarbes et Pau.
L'aéroport Toulouse-Blagnac est situé à 60 km et l'aérodrome de Cazères - Palaminy permet des activités de loisirs et de tourisme.

### Risques majeurs
Le territoire de la commune de Cazères est vulnérable à différents aléas naturels : météorologiques (tempête, orage, neige, grand froid, canicule ou sécheresse), inondations, mouvements de terrains et séisme (sismicité faible). Il est également exposé à un risque technologique, la rupture d'un barrage. Un site publié par le BRGM permet d'évaluer simplement et rapidement les risques d'un bien localisé soit par son adresse soit par le numéro de sa parcelle.

#### Risques naturels
Certaines parties du territoire communal sont susceptibles d’être affectées par le risque d’inondation par débordement de cours d'eau, notamment le Volp, le Bernès, l'Aygossau et La commune a été reconnue en état de catastrophe naturelle au titre des dommages causés par les inondations et coulées de boue survenues en 1982, 1988, 1992, 1999, 2000, 2009, 2011, 2018 et 2022,.

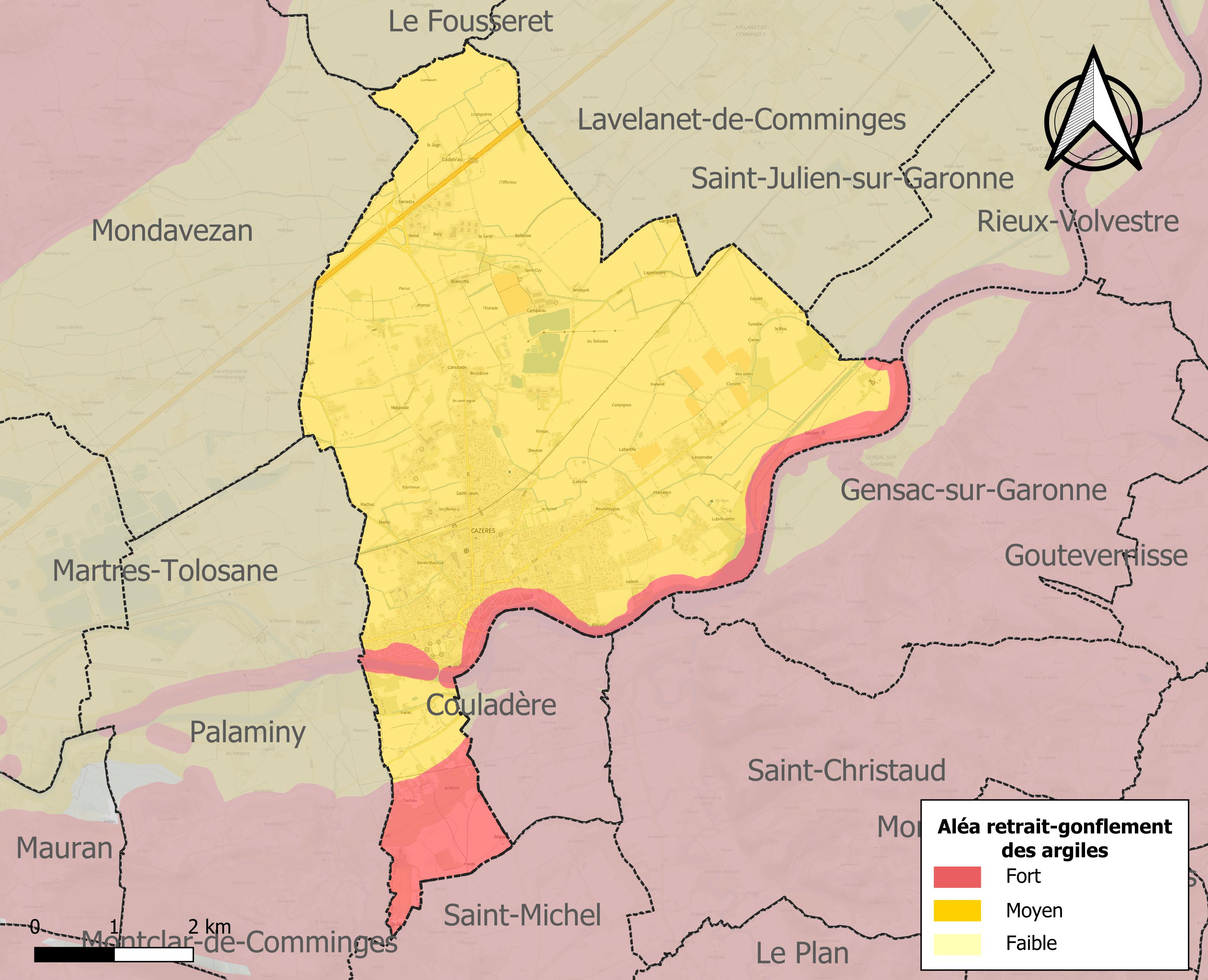
Carte des zones d'aléa retrait-gonflement des sols argileux de Cazères.

La commune est vulnérable au risque de mouvements de terrains constitué principalement du retrait-gonflement des sols argileux. Cet aléa est susceptible d'engendrer des dommages importants aux bâtiments en cas d’alternance de périodes de sécheresse et de pluie. La totalité de la commune est en aléa moyen ou fort (88,8 % au niveau départemental et 48,5 % au niveau national). Sur les 1 821 bâtiments dénombrés sur la commune en 2019, 1 821 sont en aléa moyen ou fort, soit 100 %, à comparer aux 98 % au niveau départemental et 54 % au niveau national. Une cartographie de l'exposition du territoire national au retrait gonflement des sols argileux est disponible sur le site du BRGM,.
Par ailleurs, afin de mieux appréhender le risque d’affaissement de terrain, l'inventaire national des cavités souterraines permet de localiser celles situées sur la commune.
Concernant les mouvements de terrains, la commune a été reconnue en état de catastrophe naturelle au titre des dommages causés par la sécheresse en 1998, 2000 et 2016 et par des mouvements de terrain en 1999.

#### Risques technologiques
La commune est en outre située en aval du barrage de Cap de Long sur la Neste de Couplan (département des Hautes-Pyrénées). À ce titre elle est susceptible d’être touchée par l’onde de submersion consécutive à la rupture de cet ouvrage.

## Histoire

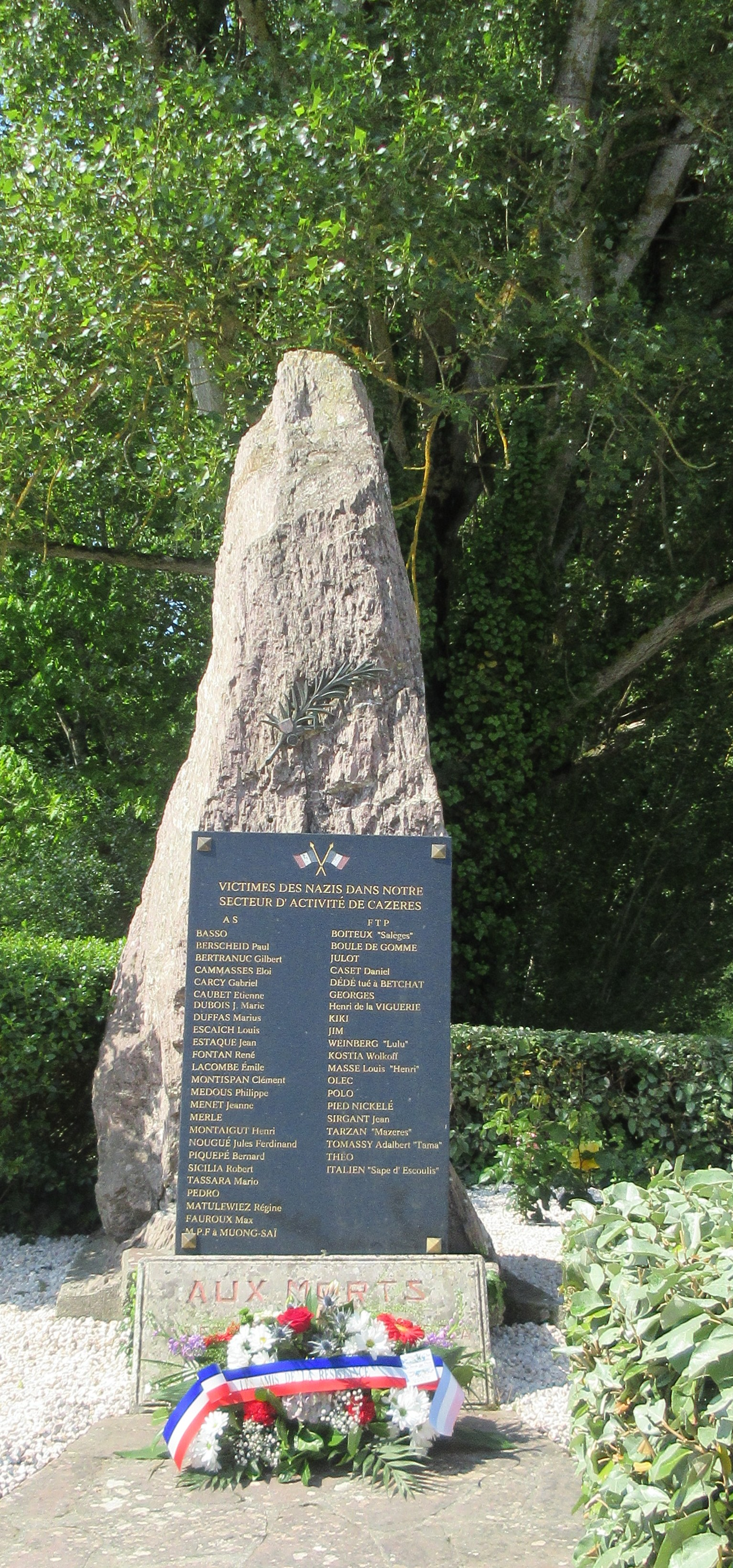
Stèle du Quai des Fusillés.

Cazères fut à la limite de plusieurs territoires : Comminges, Volvestre, Gascogne, Couserans, Petites Pyrénées, Languedoc.
- Ancienne bastide bâtie en 1282 par Eustache de Beaumarchais pour le compte du roi.
- Elle est issue de la réunion de deux villes, la fermée et l'ouverte, ce que rappelaient leurs noms : Billebarrade (bilo barrado) et Billeinclosade (bilo enclosado).
- Saint Cizy, combattant des Sarrazins comme saint Vidian à Martres-Tolosane.

Jean de Coret est seigneur de Cazères vers 1490.
À partir du Moyen Âge jusqu'à sa disparition en 1790 pendant la Révolution française, Cazères faisait partie du diocèse de Rieux.
- Le 8 mai, on commémore 47 noms de résistants gravés sur la stèle du Quai des Fusillés tombés au combat.

### Tendances politiques et résultats

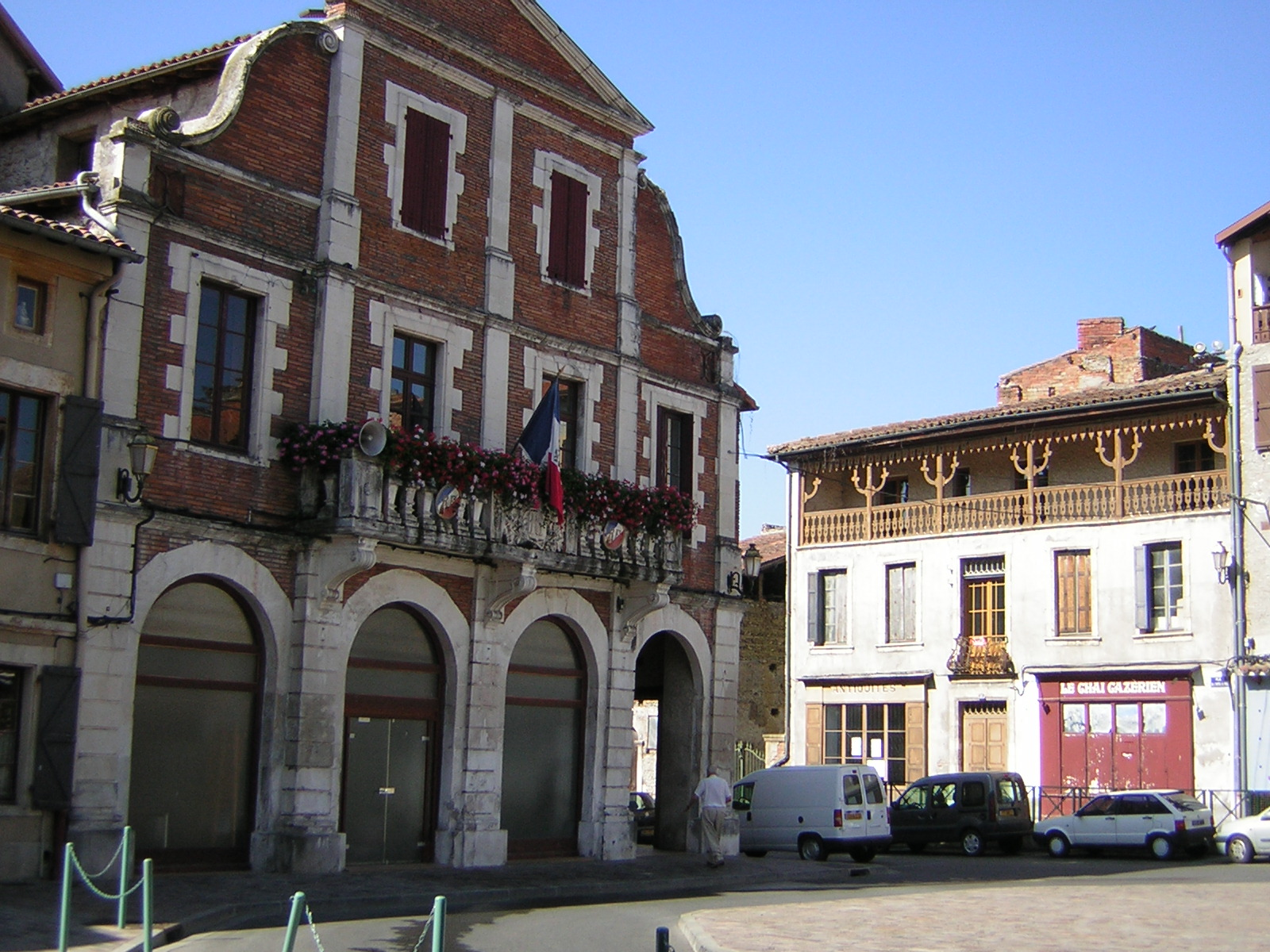
Mairie de Cazères.

## Politique et administration

### Administration municipale
Le nombre d'habitants au recensement de 2017 étant compris entre 3 500 et 4 999, le nombre de membres du conseil municipal pour l'élection de 2020 est de vingt sept,.

### Rattachements administratifs et électoraux
La commune fait partie de la huitième circonscription de la Haute-Garonne, de la communauté de communes Cœur de Garonne du canton de Cazères (bureau centralisateur) et du Pays du Sud Toulousain.
Avant le 1er janvier 2017, Cazères faisait partie de la communauté de communes du canton de Cazères.

### Liste des maires
| Période                                  | Période               | Identité         | Étiquette              | Qualité |
| ---------------------------------------- | --------------------- | ---------------- | ---------------------- | --- |
| Les données manquantes sont à compléter. |                       |                  |                        | |
| 1925                                     |                       | Paul Gouzy       | SFIO                   | Marchand ambulant de tissu Conseiller général de Cazères (1928 → 1940 et 1945 → 1955)                                                   |
| 1955                                     | mars 1989             | Jean Esterle     | SFIO puis PSU puis DVG | Professeur Conseiller général de Cazères (1955 → 1979)                                                                                  |
| mars 1989                                | mars 2008             | Gaston Escudé    | PS                     | Physicien au CNRS Conseiller général de Cazères (1979 → 2008) Vice-président du conseil général Président du SIVOM du canton de Cazères |
| mars 2008                                | juin 2021 (démission) | Michel Oliva     | PS                     | Cadre supérieur |
| juin 2021                                | septembre 2021        | Raymond Defis    | PS                     | Maire par intérim à la suite de la démission de Michel Oliva                                                                            |
| septembre 2021                           | décembre 2023         | Jean-Luc Rivière | UDI-PRV                | Cadre de la fonction publique territoriale Ancien conseiller régional de Midi-Pyrénées (2010 → 2015)                                    |
| décembre 2023                            | En cours              | Raymond Defis    | PS                     | Cadre retraité du conseil départemental                                                                                                 |

### Jumelages
- Collbató (Espagne) depuis le 10 octobre 1986.

## Population et société

### Démographie
| 1793  | 1800  | 1806  | 1821  | 1831  | 1836  | 1841  | 1846  | 1851  |
| ----- | ----- | ----- | ----- | ----- | ----- | ----- | ----- | ----- |
| 1 773 | 1 937 | 2 086 | 2 231 | 2 597 | 2 620 | 2 556 | 2 678 | 2 640 |

| 1856  | 1861  | 1866  | 1872  | 1876  | 1881  | 1886  | 1891  | 1896  |
| ----- | ----- | ----- | ----- | ----- | ----- | ----- | ----- | ----- |
| 2 663 | 2 633 | 2 633 | 2 633 | 2 784 | 2 677 | 2 690 | 2 740 | 2 710 |

| 1901  | 1906  | 1911  | 1921  | 1926  | 1931  | 1936  | 1946  | 1954  |
| ----- | ----- | ----- | ----- | ----- | ----- | ----- | ----- | ----- |
| 2 677 | 2 643 | 2 688 | 2 519 | 2 570 | 2 585 | 2 592 | 2 748 | 2 910 |

| 1962  | 1968  | 1975  | 1982  | 1990  | 1999  | 2005  | 2006  | 2010  |
| ----- | ----- | ----- | ----- | ----- | ----- | ----- | ----- | ----- |
| 3 050 | 3 405 | 3 419 | 3 294 | 3 155 | 3 260 | 3 786 | 3 898 | 4 667 |

| 2015  | 2020  | 2022  | - | - | - | - | - | - |
| ----- | ----- | ----- | - | - | - | - | - | - |
| 4 865 | 4 753 | 4 818 | - | - | - | - | - | - |

| selon la population municipale des années : | 1968 | 1975 | 1982 | 1990 | 1999 | 2006 | 2009 | 2013 |
| Rang de la commune dans le département      | 17   | 22   | 29   | 44   | 49   | 46   | 46   | 47   |
| Nombre de communes du département           | 592  | 582  | 586  | 588  | 588  | 588  | 589  | 589  |

### Enseignement

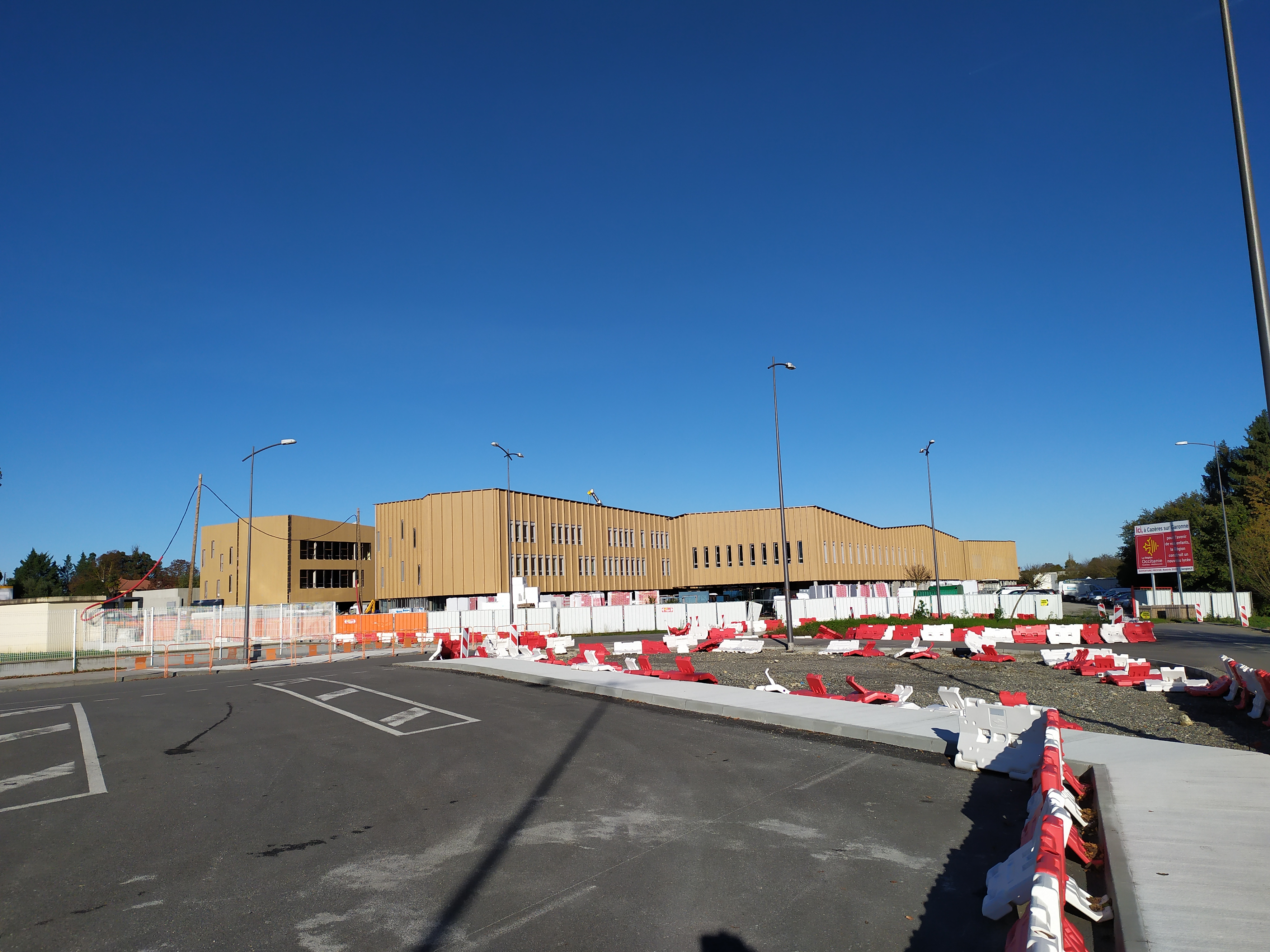
Lycée de Cazères en construction (2019).

La commune de Cazères dispose d'une école maternelle, d'une école élémentaire, d'un collège (collège du Plantaurel) et d'un lycée de 1 200 places, le lycée Martin Malvy. Ce dernier a ouvert pour la rentrée 2020, à côté du collège du Plantaurel.

### Santé
La commune possède un centre communal d'action sociale, une maison de retraite, un laboratoire d'analyse médicale, un service d'ambulances, des masseurs-kinésithérapeutes, des infirmiers, des sages-femmes, des médecins généralistes, des dentistes et trois pharmacies, ainsi qu'une clinique vétérinaire.

## Économie

### Revenus
En 2018  (données Insee publiées en septembre 2021), la commune compte 2 235 ménages fiscaux, regroupant 4 822 personnes. La médiane du revenu disponible par unité de consommation est de 18 860 € (23 140 € dans le département). 37 % des ménages fiscaux sont imposés (55,3 % dans le département).

### Emploi
|                | 2008   | 2013   | 2018   |
| -------------- | ------ | ------ | ------ |
| Commune        | 12,8 % | 16,7 % | 12,3 % |
| Département    | 7,7 %  | 9,6 %  | 9,3 %  |
| France entière | 8,3 %  | 10 %   | 10 %   |

En 2018, la population âgée de 15 à 64 ans s'élève à 2 753 personnes, parmi lesquelles on compte 73,5 % d'actifs (61,2 % ayant un emploi et 12,3 % de chômeurs) et 26,5 % d'inactifs,. Depuis 2008, le taux de chômage communal (au sens du recensement) des 15-64 ans est supérieur à celui de la France et du département.
La commune fait partie de la couronne de l'aire d'attraction de Toulouse, du fait qu'au moins 15 % des actifs travaillent dans le pôle,. Elle compte 1 825 emplois en 2018, contre 1 756 en 2013 et 1 612 en 2008. Le nombre d'actifs ayant un emploi résidant dans la commune est de 1 703, soit un indicateur de concentration d'emploi de 107,2 % et un taux d'activité parmi les 15 ans ou plus de 52,1 %.
Sur ces 1 703 actifs de 15 ans ou plus ayant un emploi, 565 travaillent dans la commune, soit 33 % des habitants. Pour se rendre au travail, 82,2 % des habitants utilisent un véhicule personnel ou de fonction à quatre roues, 5,5 % les transports en commun, 8,8 % s'y rendent en deux-roues, à vélo ou à pied et 3,6 % n'ont pas besoin de transport (travail au domicile).

### Activités hors agriculture

#### Secteurs d'activités
508 établissements sont implantés  à Cazères au 31 décembre 2019. Le tableau ci-dessous en détaille le nombre par secteur d'activité et compare les ratios avec ceux du département,.
| Secteur d'activité                                                                                        | Commune | Commune | Département |
| Secteur d'activité                                                                                        | Nombre  | %       | %           |
| --- | ------- | ------- | ----------- |
| Ensemble                                                                                                  | 508     | 100 %   | (100 %)     |
| Industrie manufacturière, industries extractives et autres                                                | 46      | 9,1 %   | (5,7 %)     |
| Construction                                                                                              | 74      | 14,6 %  | (12 %)      |
| Commerce de gros et de détail, transports, hébergement et restauration                                    | 152     | 29,9 %  | (25,9 %)    |
| Information et communication                                                                              | 8       | 1,6 %   | (4,1 %)     |
| Activités financières et d'assurance                                                                      | 22      | 4,3 %   | (3,8 %)     |
| Activités immobilières                                                                                    | 17      | 3,3 %   | (4,2 %)     |
| Activités spécialisées, scientifiques et techniques et activités de services administratifs et de soutien | 51      | 10 %    | (19,8 %)    |
| Administration publique, enseignement, santé humaine et action sociale                                    | 77      | 15,2 %  | (16,6 %)    |
| Autres activités de services                                                                              | 61      | 12 %    | (7,9 %)     |

Le secteur du commerce de gros et de détail, des transports, de l'hébergement et de la restauration est prépondérant sur la commune puisqu'il représente 29,9 % du nombre total d'établissements de la commune (152 sur les 508 entreprises implantées  à Cazères), contre 25,9 % au niveau départemental.

#### Entreprises et commerces
Les cinq entreprises ayant leur siège social sur le territoire communal qui génèrent le plus de chiffre d'affaires en 2020 sont : 
- Societe Roux Et Fils, hypermarchés (20 968 k€) ;
- Cazeral, supermarchés (18 247 k€) ;
- Vaccari Negoce, commerce de gros (commerce interentreprises) d'animaux vivants (10 488 k€) ;
- PM Distribution, commerce de gros (commerce interentreprises) de fruits et légumes (8 848 k€) ;
- Sid Pieces Auto, commerce de gros d'équipements automobiles (4 073 k€).

L'agriculture basée sur la culture de céréales (maïs, blé...) a encore une place importante mais tend à diminuer en faveur de zones résidentielles liées à la proximité de l'agglomération toulousaine. L'artisanat ainsi que le commerce y sont bien représentés.

### Industrie
- Centrale hydroélectrique et un barrage EDF sur la Garonne.
- Zone industrielle Masquère située en bordure de l'autoroute A64 dont les entreprises[51]  Solairewatt, garage automobile, contrôle technique de véhicules, menuiserie, travaux publics...

### Agriculture
La commune est dans « les Vallées », une petite région agricole consacrée à la polyculture sur les plaines et terrasses alluviales qui s’étendent de part et d’autre des sillons marqués par la Garonne et l’Ariège. En 2020, l'orientation technico-économique de l'agriculture  sur la commune est la polyculture et/ou le polyélevage.
|               | 1988  | 2000  | 2010  | 2020  |
| ------------- | ----- | ----- | ----- | ----- |
| Exploitations | 40    | 24    | 21    | 15    |
| SAU (ha)      | 1 296 | 1 170 | 1 444 | 1 470 |

Le nombre d'exploitations agricoles en activité et ayant leur siège dans la commune est passé de 40 lors du recensement agricole de 1988  à 24 en 2000 puis à 21 en 2010 et enfin à 15 en 2020, soit une baisse de 62 % en 32 ans. Le même mouvement est observé à l'échelle du département qui a perdu pendant cette période 57 % de ses exploitations,. La surface agricole utilisée sur la commune a quant à elle augmenté, passant de 1 296 ha en 1988 à 1 470 ha en 2020. Parallèlement la surface agricole utilisée moyenne par exploitation a augmenté, passant de 32 à 98 ha.

## Culture locale et patrimoine
La patronne de Cazères-sur-Garonne est sainte Quitterie.

### Lieux et monuments
- Pont sur la Garonne.
- L'église Notre-Dame-de-l'Assomption, datant du XIIIe et XIVe siècle est classée au titre des monuments historiques en 1926[56].
- Ancienne chapelle des capucins.
- Le cloître de l'ancien couvent des Capucins, du XVIIe siècle.
- La maison de la Case. Cette maison à pans de bois était un relais de l'abbaye de Montserrat. Elle accueille désormais l'office de tourisme.
- Lavoir et fontaine du passage de l'Hourride.
- La halle, œuvre de Hector d'Espouy de 1884[57], en remplacement d'une ancienne halle en bois du début du XVIIe siècle, édifiée sur l'emplacement du fossé qui séparait à l'origine la bilo barrado et la bilo enclosado. À chaque extrémité de la halle se trouvent deux statues du sculpteur Frédéric Tourte. L'une représente un semeur et porte l'inscription suivante: se bailli de boun blad, baillame de boun pan (si je vous donne du bon blé, donnez-moi du bon pain).
- Quai sur les bords de Garonne (vue sur lac de retenue du barrage de Cazères) avec la stèle des Résistants morts pour la France durant la Seconde Guerre mondiale. Depuis la Place du petit Nice, il est possible d'embrasser d'un seul regard et l'église et les berges de la Garonne. Cette place est ainsi désignée car les habitants aiment à voir dans ce panorama une évocation de la ville de Nice et de sa vieille ville vue depuis le bord de plage.
- Maisons à colombages.

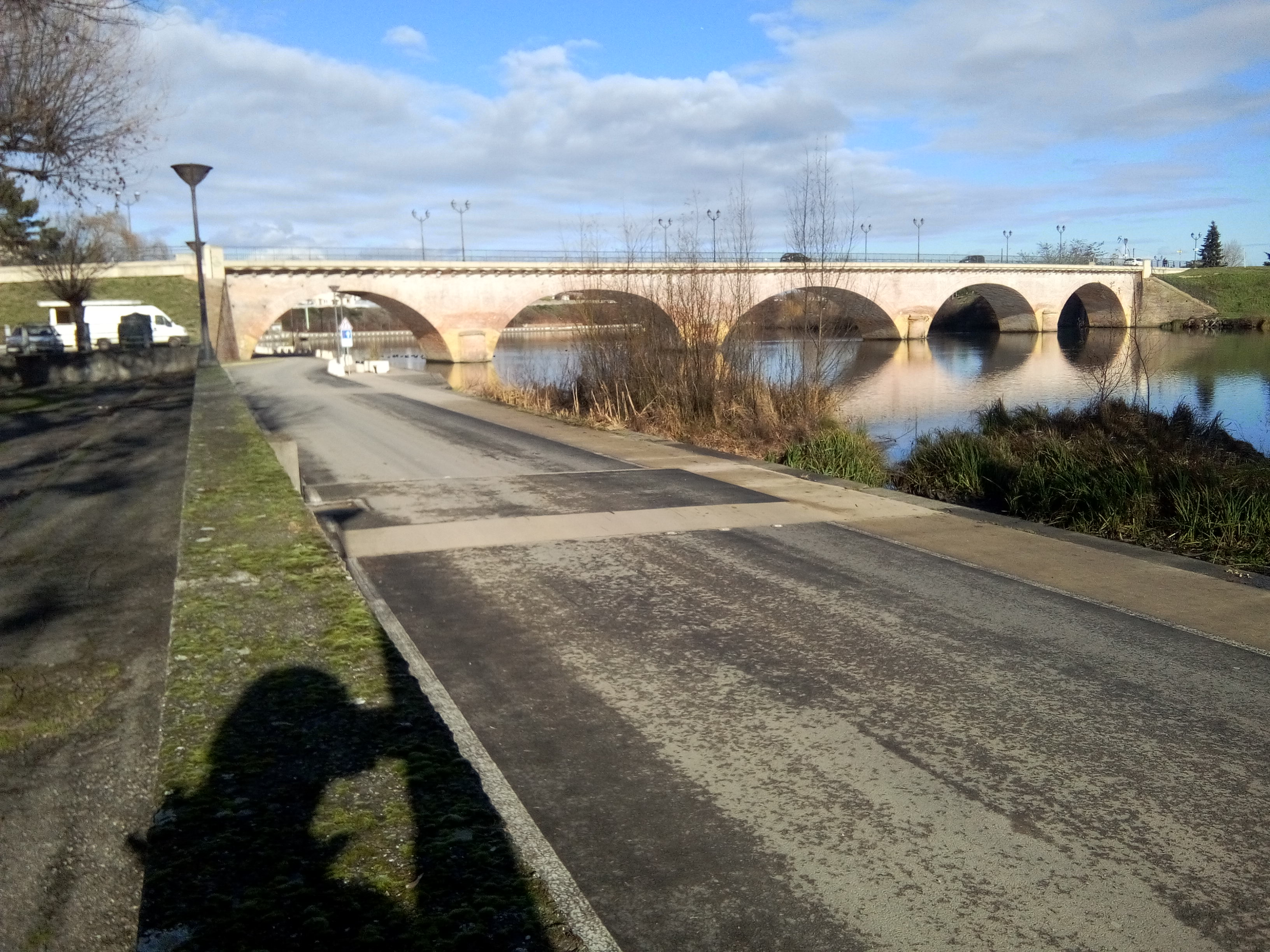
Pont sur la Garonne de Cazères
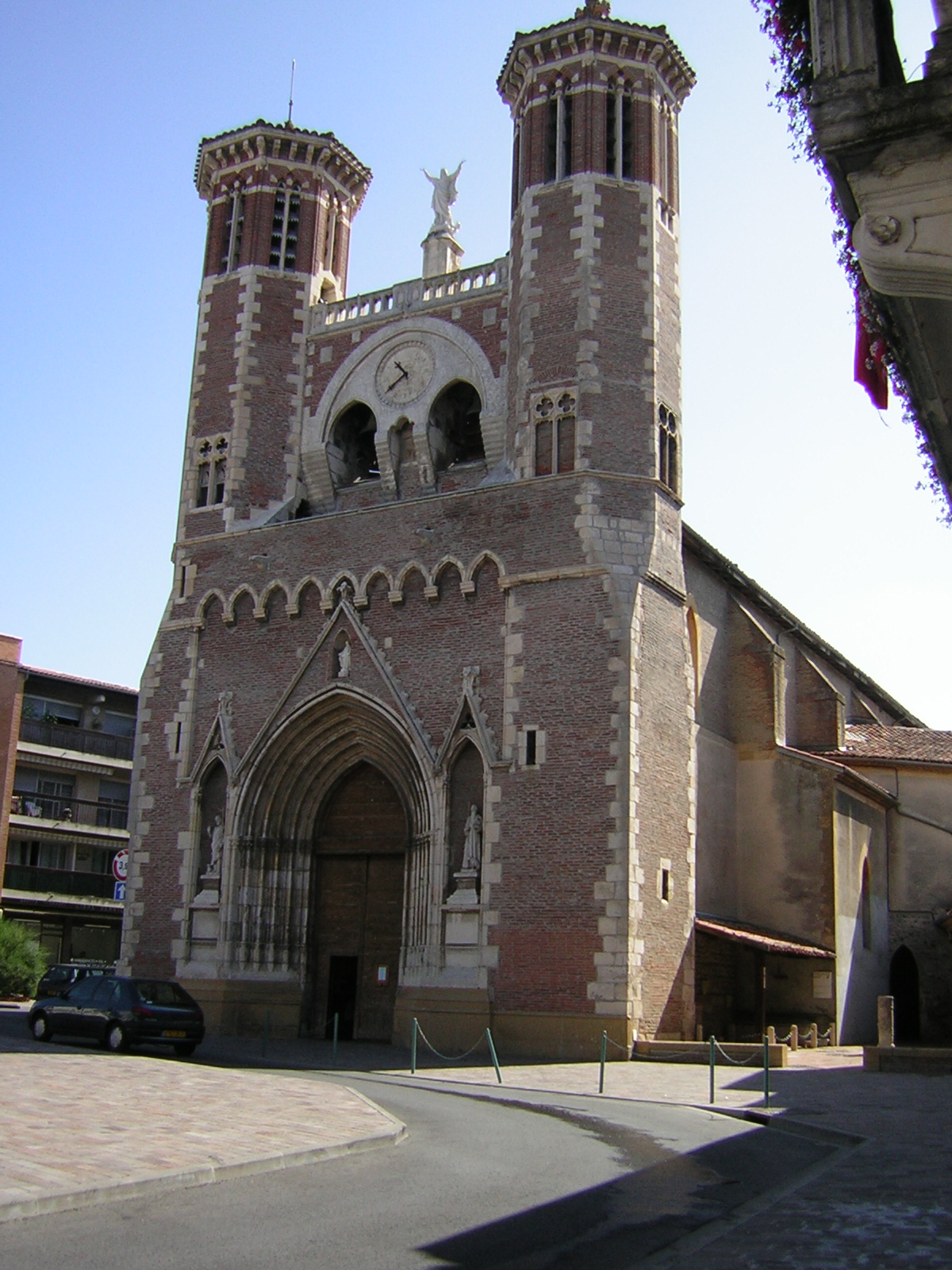
L'église Notre-Dame de l'Assomption
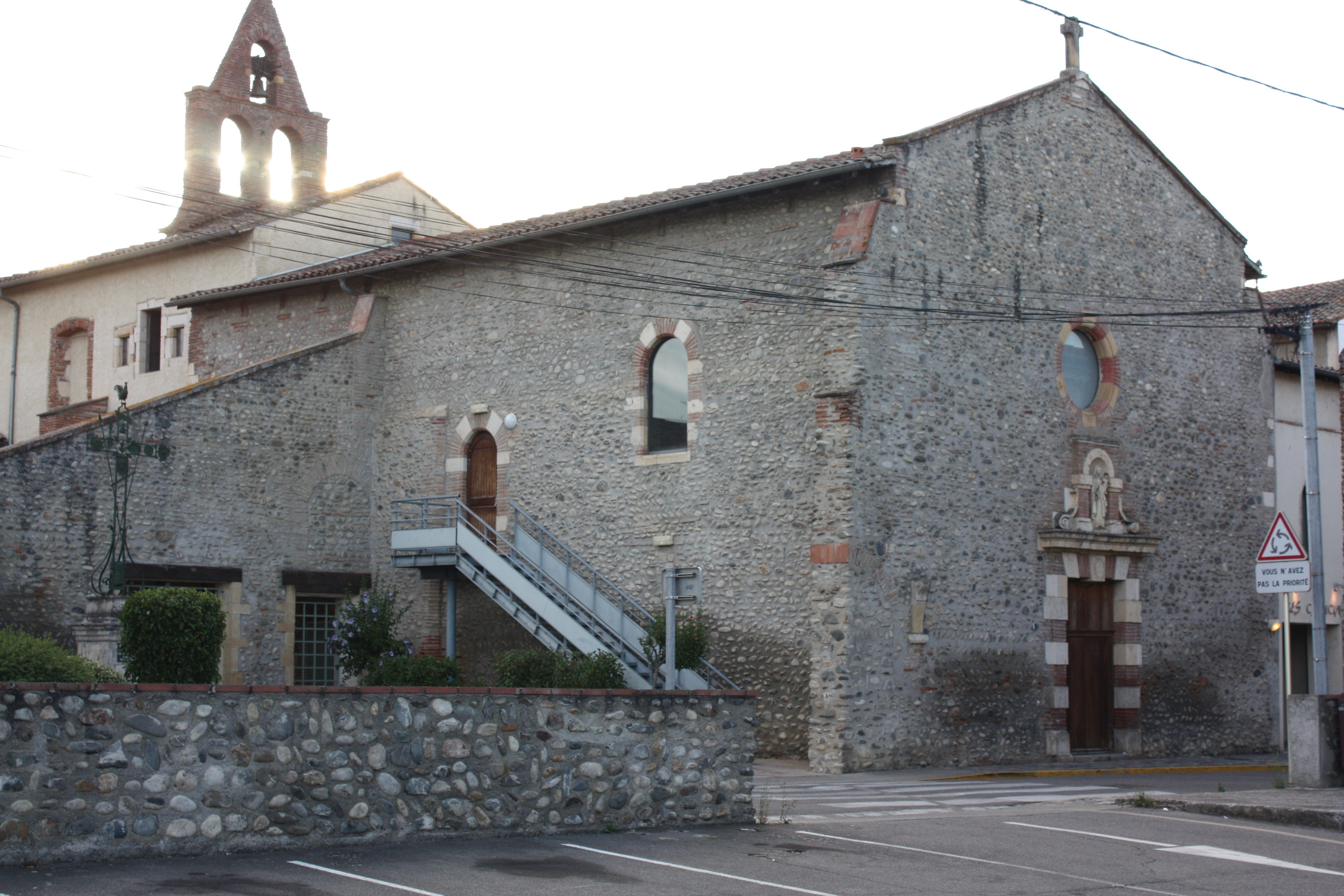
Ancienne chapelle des capucins
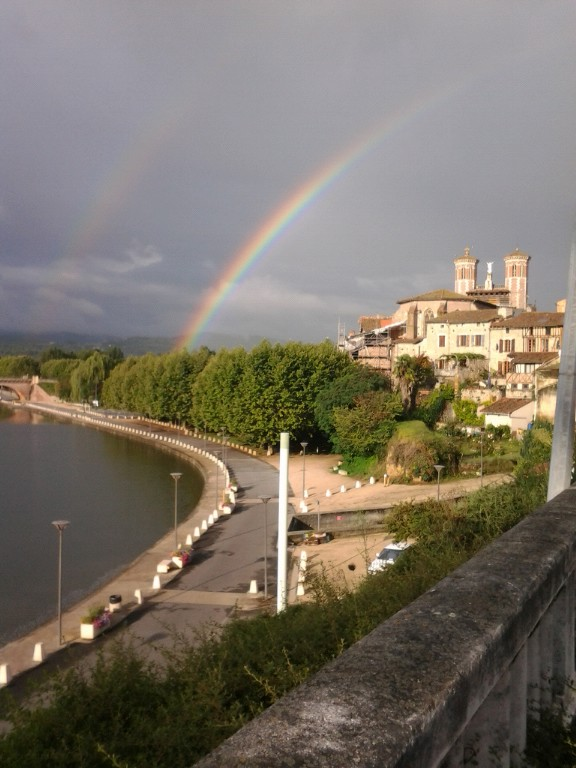
Les Quais
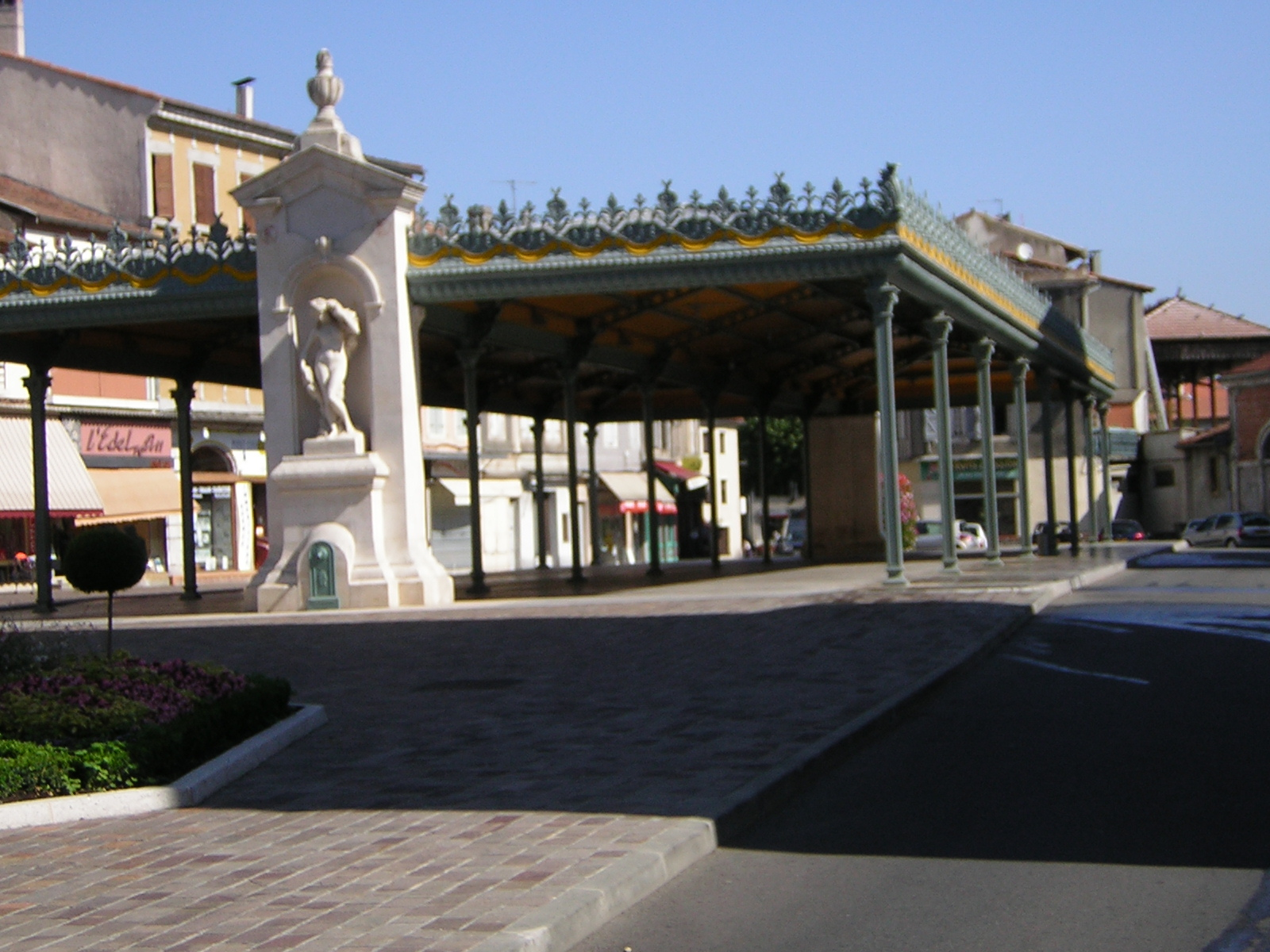
La halle, œuvre de Hector d'Espouy de 1884
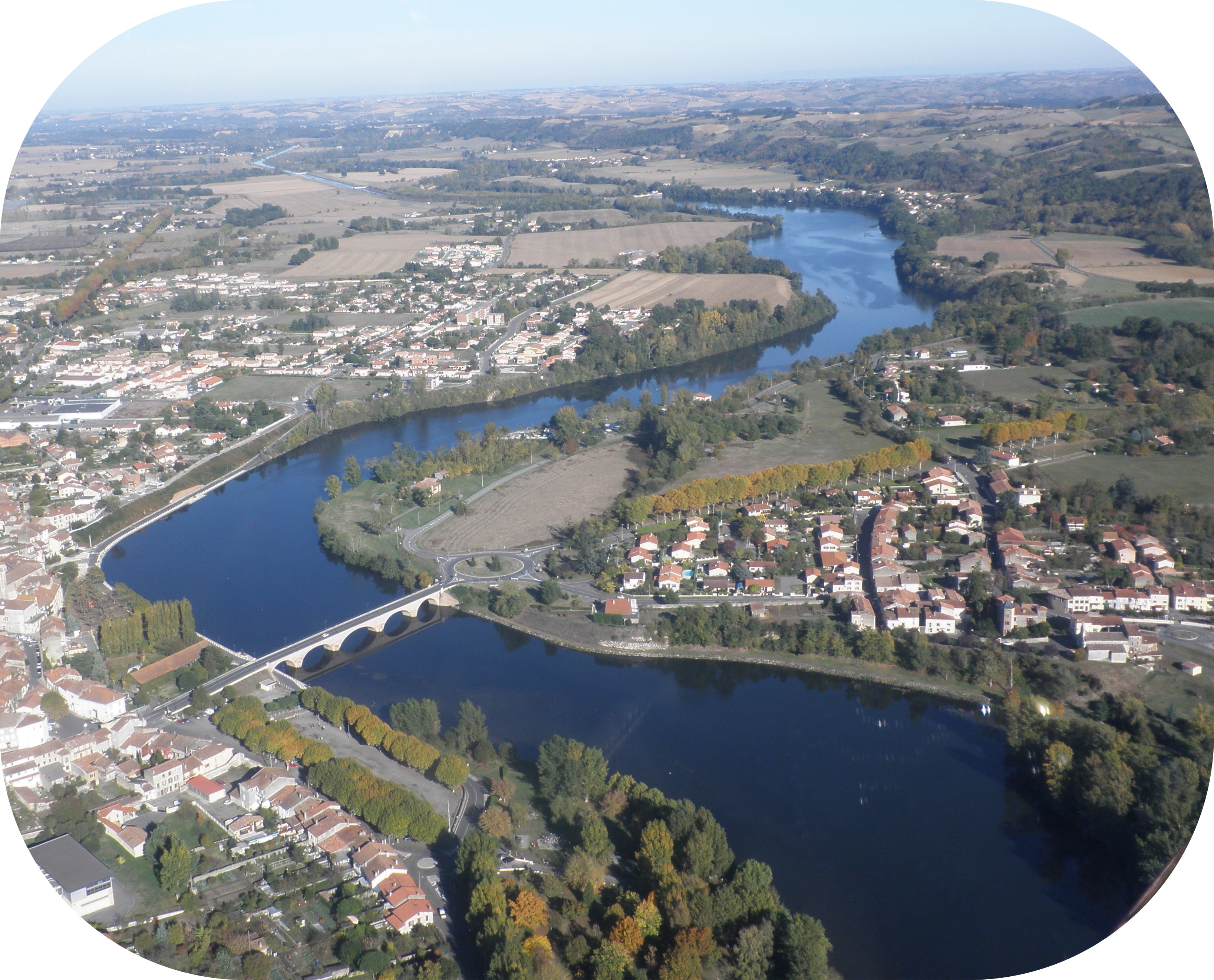
Vue partielle  d'avion de Cazères sur Garonne rive gauche et de Couladère rive droite en 2009

### Héraldique
| Cazères | Son blasonnement est : parti d'azur à trois fleurs de lys d'or, et de gueules à deux levrons passant d'argent. |

## Vie pratique
- Fête des fleurs le lundi de Pentecôte.
- Marché fermier tous les samedis matin.
- Chenil SPA

### Culture
On peut citer de nombreuses infrastructures pour les loisirs culturels, une médiathèque municipale, une école de musique une salle des fêtes, un cinéma, et diverses associations, maison Garonne,,,.

### Service public
Cazères possède un service départemental d'incendie et de secours, une gendarmerie, une poste, un office de tourisme.

### Activités sportives
Club de rugby à XV, club de football l'Union sportive de Cazères, piscine municipale d'été, dojo, base nautique (canoë-kayak, motomarine (jet ski), ski nautique, voile), aéromodélisme, pétanque,
En 2020 elle fut une ville étape du tour de France lors de la 8e étape du Tour de France 2020 (Cazères – Loudenvielle).

### Écologie et recyclage
Usine de retraitement des eaux usées
La collecte et le traitement des déchets des ménages et des déchets assimilés ainsi que la protection et la mise en valeur de l'environnement se font dans le cadre de la communauté de communes du canton de Cazères.
Une déchèterie intercommunale gérée par la communauté de communes est présente sur la commune de Mondavezan.

### Personnalités liées à la commune
- Joseph Caffarelli (1760-1845), conseiller général du canton de Cazères
- Bernard Sarrans, (1796-1874), journaliste, écrivain et homme politique, député de 1848 à 1849
- Hector d’Espouy (1854-1929), architecte prix de Rome, fils d'un juge de paix de la ville, architecte de la halle du marché et du monument aux morts
- Raoul Serres (1881-1971), graveur
- René Violaines (1898-1980), poète et écrivain régionaliste
- Ernest Gouazé (1910-1991), résistant et déporté
- Pierre Bec (1921-2014), linguiste et romanistique
- Marcel Lanfranchi (1921-2013) et Jean Lanfranchi (1923-207), footballeurs
- Claude Mourthé (1932-2024), écrivain et réalisateur de télévision
- Louis Audoubert (né en 1935), pyrénéiste et alpiniste, photographe, cinéaste et conférencier
- Jean-Marc Ferratge (né en 1959), footballeur